# Supercoupe de Belgique de football 1999
La Supercoupe de Belgique 1999 est un match de football qui a été joué le 1er septembre 1999, entre le vainqueur du championnat de division 1 belge 1998-1999, le KRC Genk et le vainqueur de la coupe de Belgique 1998-1999, le Lierse. Le Lierse remporte le match 1-3, et sa seconde Supercoupe de Belgique.

## Feuille de match
| Titulaires : |  |
| |  |
| István Brockhauser · Daniel Kimoni · Chris Van Geem · Marc Vangronsveld · Stefan Teelen 87e · Jesper Jansson · Wilfried Delbroek · Besnik Hasi · Ilir Caushllari · Fábio Pereira 17e 66e · Mike Okoth Origi · |  |
| Remplaçants : |  |
| Alexandre Di Gregorio 66e · Marco Ingrao 87e · |  |
| Entraîneur : |  |
| Jos Heyligen |  |

| Titulaires : |  |
| |  |
| Patrick Nys · Steve Laeremans · Eric Van Meir · Filip Daems · Gela Shekiladze · Frank Leen · Hans Somers 46e · Tomasz Zdebel · Koen Burg 66e · Dirk Huysmans 58e · Gert Peelman 34e 76e · |  |
| Remplaçants : |  |
| Jerry Poorters 46e · Robby Van de Weyer 58e · Karel Snoeckx 66e · Stein Huysegems 76e 83e 88e ·                                                                                           |  |
| Entraîneur : |  |
| Walter Meeuws |  |

| Titulaires : |  |
| |  |
| István Brockhauser · Daniel Kimoni · Chris Van Geem · Marc Vangronsveld · Stefan Teelen 87e · Jesper Jansson · Wilfried Delbroek · Besnik Hasi · Ilir Caushllari · Fábio Pereira 17e 66e · Mike Okoth Origi · |  |
| Remplaçants : |  |
| Alexandre Di Gregorio 66e · Marco Ingrao 87e · |  |
| Entraîneur : |  |
| Jos Heyligen |  |

| Titulaires : |  |
| |  |
| Patrick Nys · Steve Laeremans · Eric Van Meir · Filip Daems · Gela Shekiladze · Frank Leen · Hans Somers 46e · Tomasz Zdebel · Koen Burg 66e · Dirk Huysmans 58e · Gert Peelman 34e 76e · |  |
| Remplaçants : |  |
| Jerry Poorters 46e · Robby Van de Weyer 58e · Karel Snoeckx 66e · Stein Huysegems 76e 83e 88e ·                                                                                           |  |
| Entraîneur : |  |
| Walter Meeuws |  |